# Кадацький Євген Михайлович
Євген Михайлович Кадацький (нар. 6 січня 1930, місто Харків, тепер Харківської області) — український радянський діяч, голова Державного комітету УРСР по професійно-технічній освіті. Депутат Верховної Ради УРСР 11-го скликання. Кандидат у члени ЦК КПУ в 1986—1990 роках. Кандидат економічних наук.

## Біографія
У 1950 році закінчив Харківський авіаційний технікум. 
З 1950 року — технолог, секретар комітету ЛКСМУ, старший технолог, заступник начальника цеху Харківського авіаційного заводу.
Член КПРС з 1954 року.
Закінчив Харківський авіаційний інститут імені Жуковського.
У 1959—1967 роках — інструктор Харківського обласного комітету КПУ; секретар партійного комітету Харківського авіаційного заводу.
У 1967—1976 роках — начальник Харківського обласного управління професійно-технічної освіти. 
У 1976 — жовтні 1981 року — 1-й заступник голови Державного комітету Ради Міністрів УРСР по професійно-технічній освіті.
13 жовтня 1981 — липень 1988 року — голова Державного комітету Української РСР по професійно-технічній освіті.
У липні 1988 — 1990 року — 1-й заступник міністра народної освіти Української РСР.
Потім — на пенсії в місті Києві.

## Нагороди
- ордени
- медалі